# محمد اکرم خپلواک
محمد اکرم خپلواک سیاستمدار اهل افغانستان است. وی والی سابق فراه و پکتیکای جمهوری اسلامی افغانستان بود.